# Chromoptilia perrieri
Chromoptilia perrieri är en skalbaggsart som beskrevs av Leon Fairmaire 1901. Chromoptilia perrieri ingår i släktet Chromoptilia och familjen Cetoniidae. Inga underarter finns listade i Catalogue of Life.